# Iglesia de San Nicolás (Úbeda)
La iglesia de San Nicolás de Bari es una iglesia y monumento de la ciudad del Úbeda (Jaén), considerada uno de los mejores ejemplos del gótico andaluz.

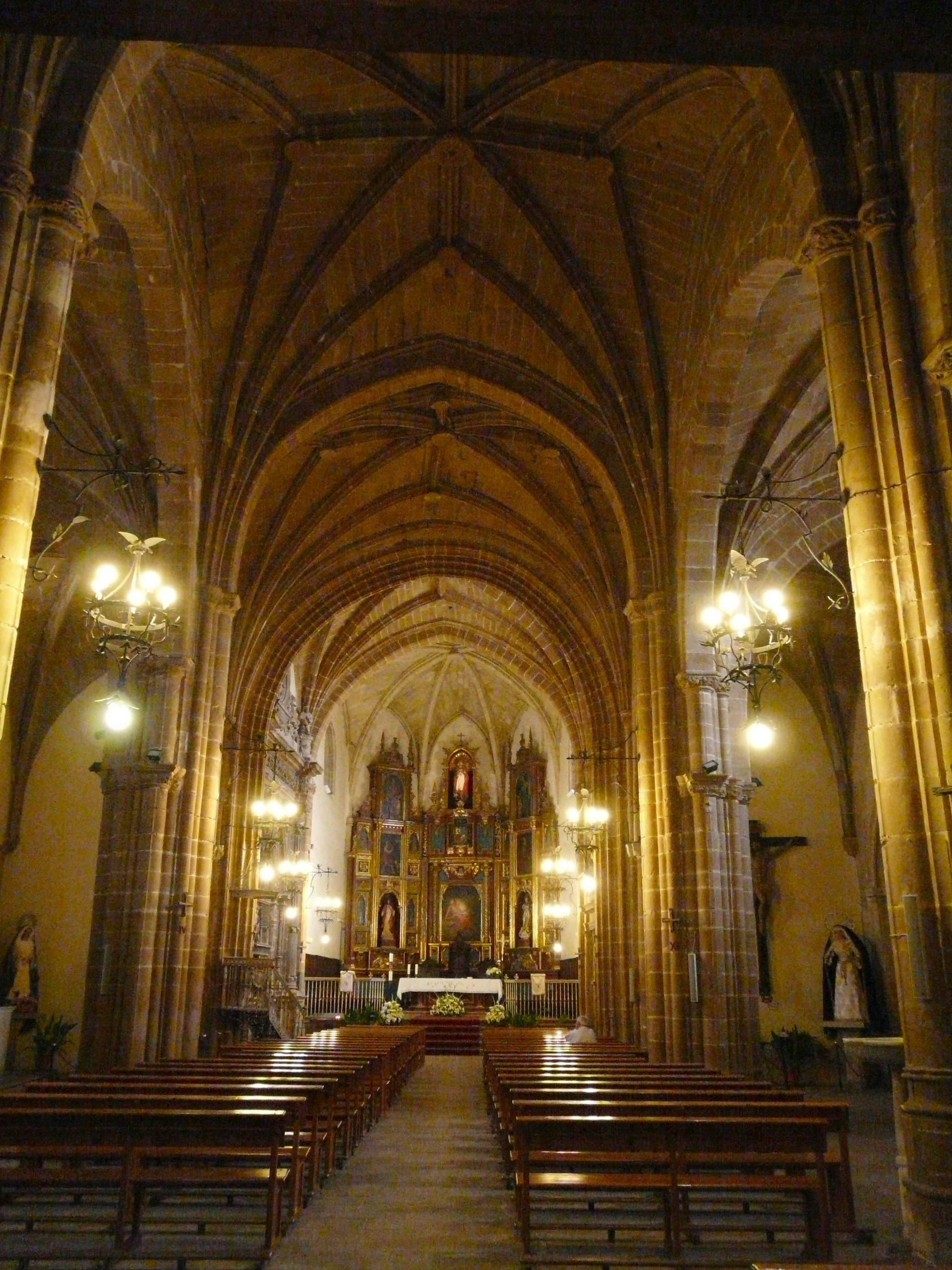
Interior con bóveda de crucería

## Descripción
Comenzó a construirse en el siglo XIV, pero se finalizó entre los siglos XV y XVI y alterna el estilo gótico tardío con el renacentista. Tiene una planta de tres naves, cubiertas con bóvedas de crucería que se sustentan sobre haces de columnas con capiteles de decoración vegetal. Su cabeza es poligonal y es una de las partes más antiguas, pues data de la segunda mitad del siglo XIV. Su torre-campanario fue el más elevado de la ciudad hasta el mismo siglo XIX.

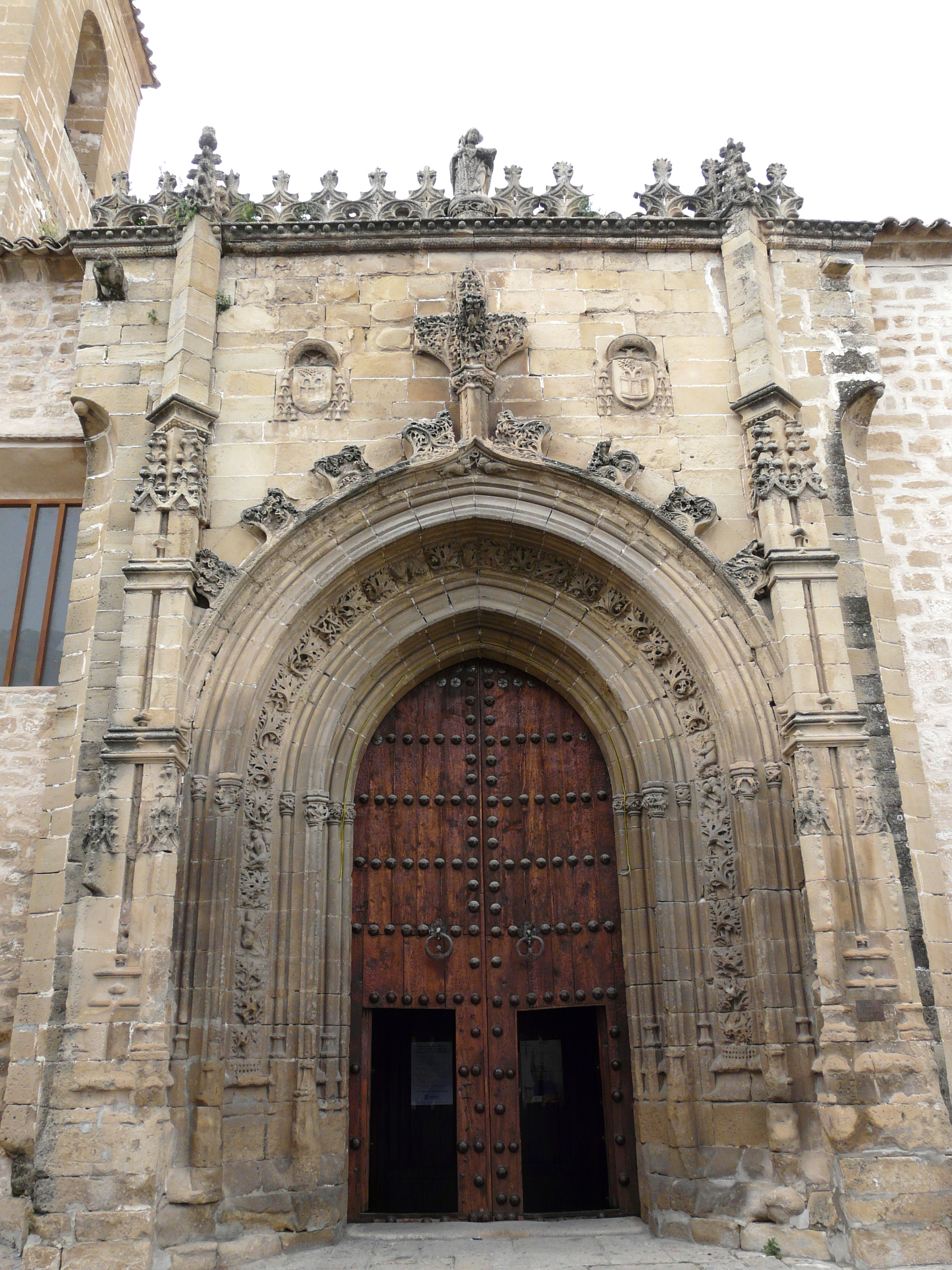
Portada Sur gótica flamígera.

Monumento nacional, es una bella iglesia gótica poco visitada por estar fuera de los circuitos habituales. Tiene dos portadas, una gótica y otra renacentista, obra de Andrés de Vandelvira.
En su interior destaca la capilla del Deán Ortega con portada plateresca y una reja de forja y policromada, obra de Juan Álvarez de Molina, hecha en Toledo. Su portada consiste en un gran arco de triunfo, enmarcado por columnas con anillos de calaveras que simbolizan la muerte y cabezas de querubines que recuerdan la esperanza de la resurrección.
La actual y sencilla torre fue una de las más altas de la ciudad, pero se rebajó en 1832 debido a su ruinoso estado tras el terremoto de 1755.